# Edificio Castelao
El Edificio Castelao es un edificio de arquitectura moderna de principios del siglo XXI situado en la esquina de la calle Padre Amoedo Carballo con la calle Sierra en la ciudad española de Pontevedra, en el extremo noreste del casco histórico. Pertenece al Museo de Pontevedra.

## Historia
El 2 de mayo de 2003, durante la inauguración de la ampliación del edificio Fernández López del Museo de Pontevedra, su director anunció la construcción de un nuevo edificio museístico entre las calles Padre Amoedo Carballo y Sierra.
El edificio se construyó entre 2004 y 2008 según un proyecto de los arquitectos Eduardo Pesquera y Jesús Ulargui para paliar la falta de espacio expositivo del Museo de Pontevedra y se ubicó en el solar de la antigua huerta del Colegio de los Jesuitas de la ciudad, detrás del colegio y de la iglesia de San Bartolomé.
El edificio fue financiado por la Diputación de Pontevedra, con el apoyo del Ministerio de Cultura, la Junta de Galicia y el Ayuntamiento de Pontevedra. El proyecto supuso la creación de una nueva calle peatonal entre las calles Padre Amoedo y Arcos de San Bartolomé.
El espacio expositivo temporal se inauguró en julio de 2008 con la Bienal de Arte dedicada al Magreb. Tras la puesta en marcha de la museografía, el edificio se inauguró el 4 de enero de 2013. El 2 de diciembre de 2021 pasó a denominarse Edificio Castelao, en honor a Alfonso Daniel Rodríguez Castelao, uno de los fundadores del Museo de Pontevedra.

## Descripción
El edificio ocupa una superficie de más de 10.000 metros cuadrados y consta de tres plantas superiores y de una planta baja y un sótano. Cuenta con 23 salas de exposición permanente, con obras en su mayoría pictóricas, que muestran la evolución del arte gallego desde el gótico hasta nuestros días, así como manifestaciones artísticas de otras regiones de España desde la época de Goya hasta mediados del siglo XX. Tres de las salas están dedicadas a Castelao y también hay un amplio espacio para la rica colección de pintura española de pintores como Goya, Fortuny, Rusiñol o Vázquez Díaz, y para el arte gallego con una amplia representación de renovadores como Maside, Manuel Torres, Souto, Colmeiro o Laxeiro.
El edificio cuenta también con salas de exposiciones temporales, un auditorio, una cafetería y espacios para talleres. Además, en su planta sótano se puede contemplar un tramo de 50 metros de los restos de las antiguas murallas de Pontevedra, integradas en el edificio.
La característica más destacable del edificio es su luminosidad. Está construido en torno a dos estructuras rectangulares conectadas por pasarelas acristaladas. El interior combina hormigón blanco en la estructura con suelos de granito y madera blanqueada en las salas. El módulo sur, más pequeño, es vidriado para darle luminosidad y facilitar la transición con el edificio Sarmiento del museo, al que está conectado por dos pasarelas acristaladas a media altura. La estructura norte, más imponente y hermética, tiene muros exteriores de granito y paneles de seguridad longitudinales de vidrio que permiten el ingreso de luz natural desde la parte superior de las salas y funcionan como ventanas cenitales.

## Galería de imágenes

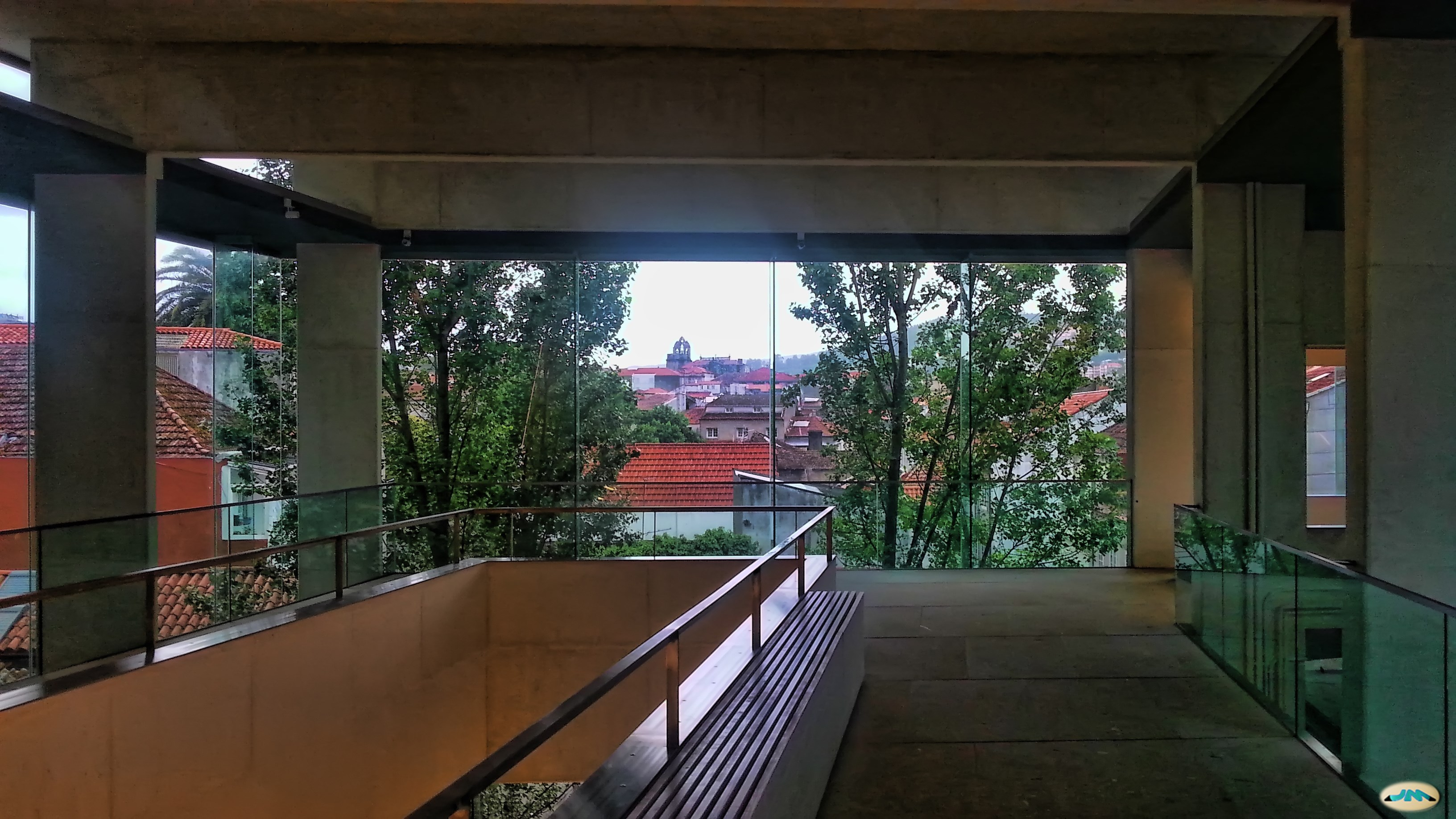
Interior
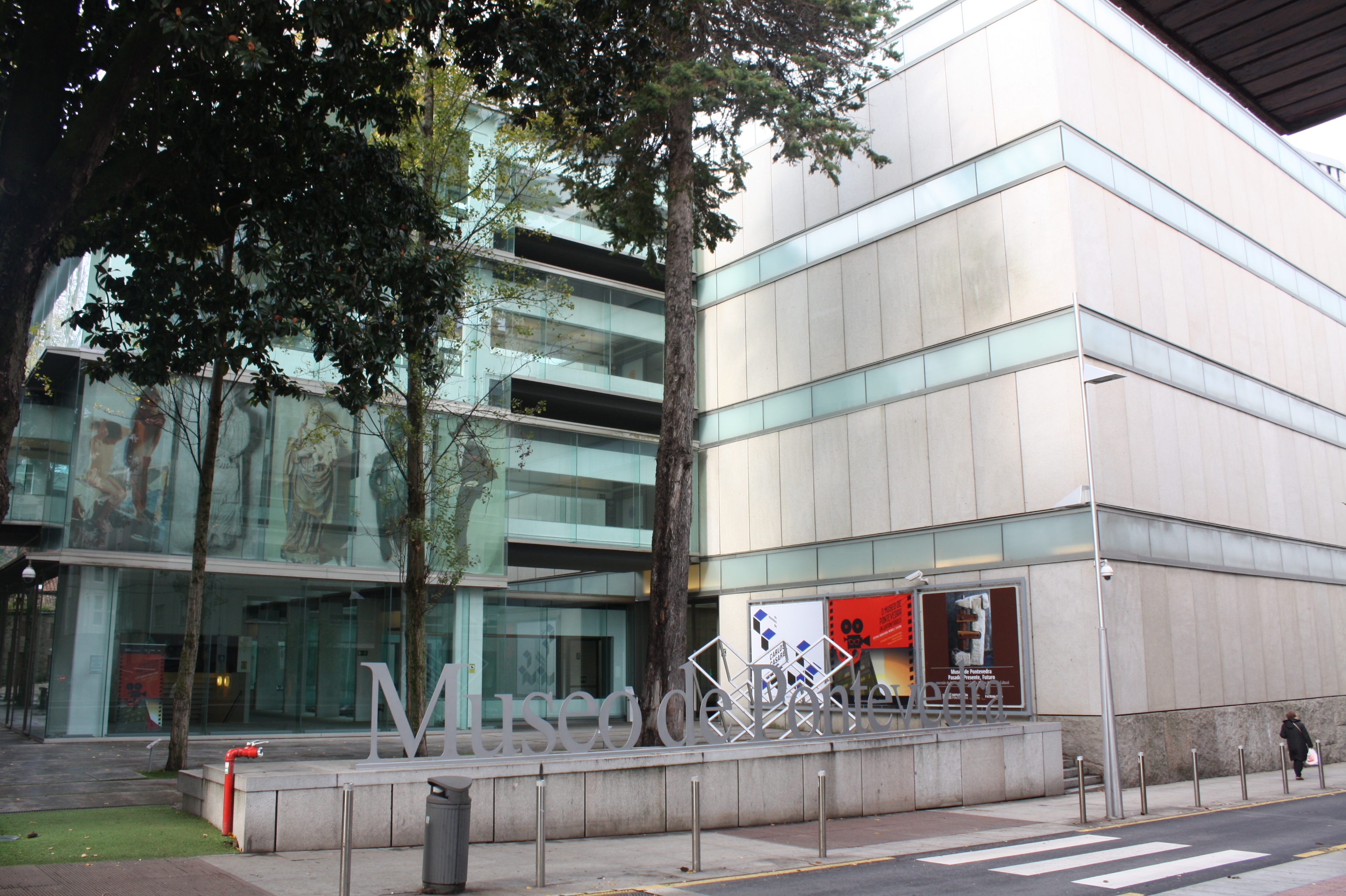
Entrada al edificio Castelao
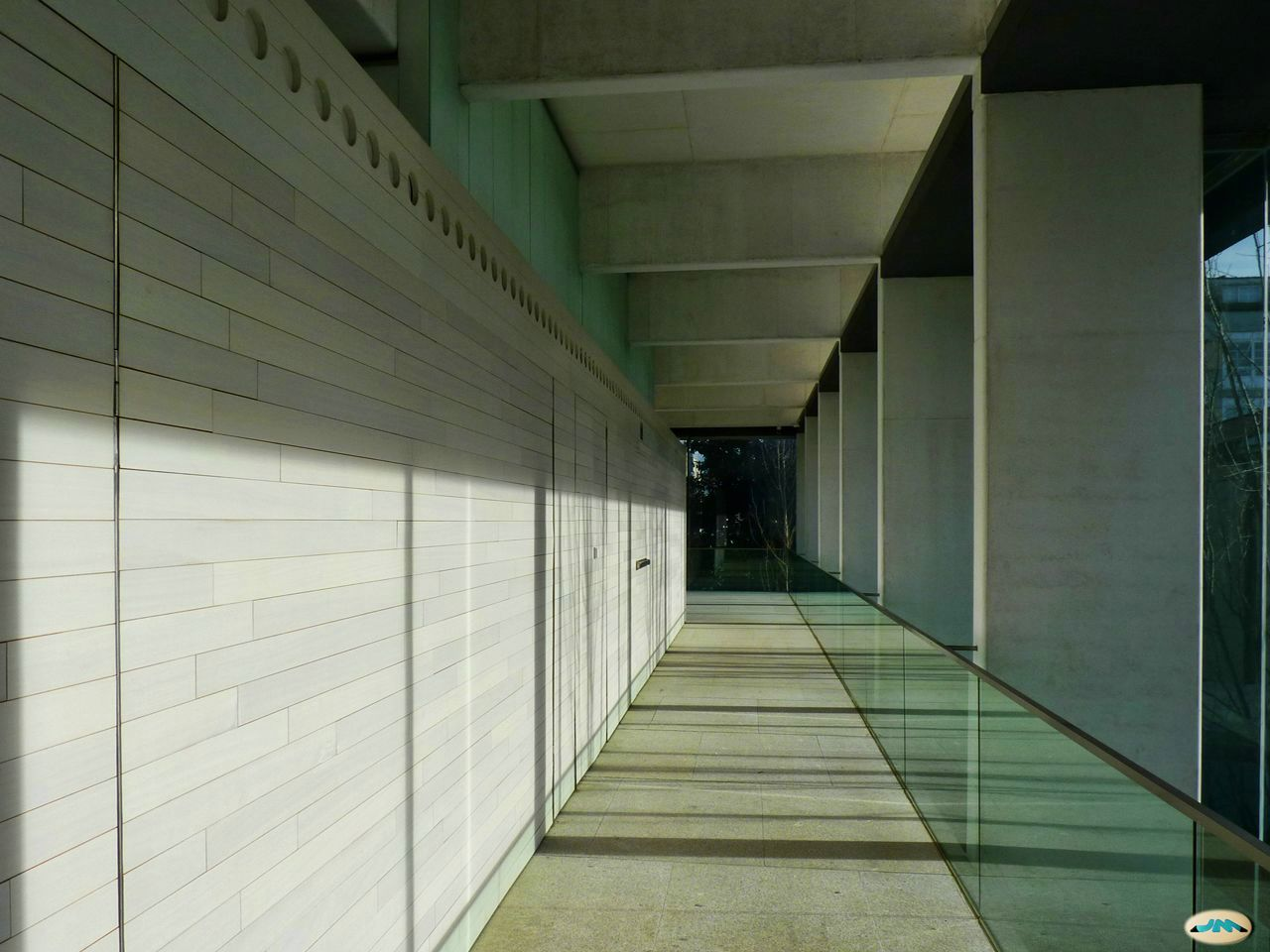
Pasillo interior
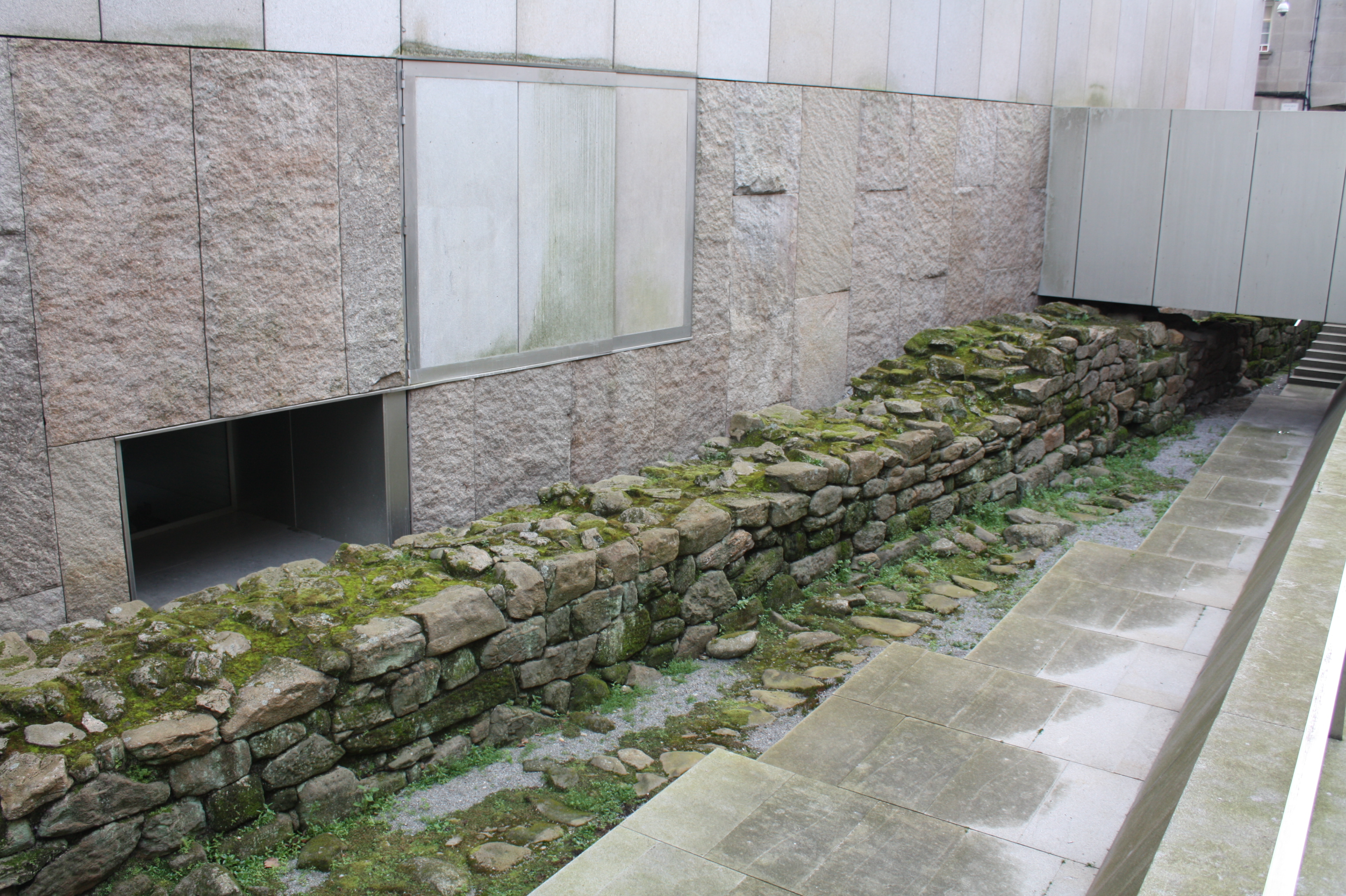
Vestigios de las murallas de la ciudad
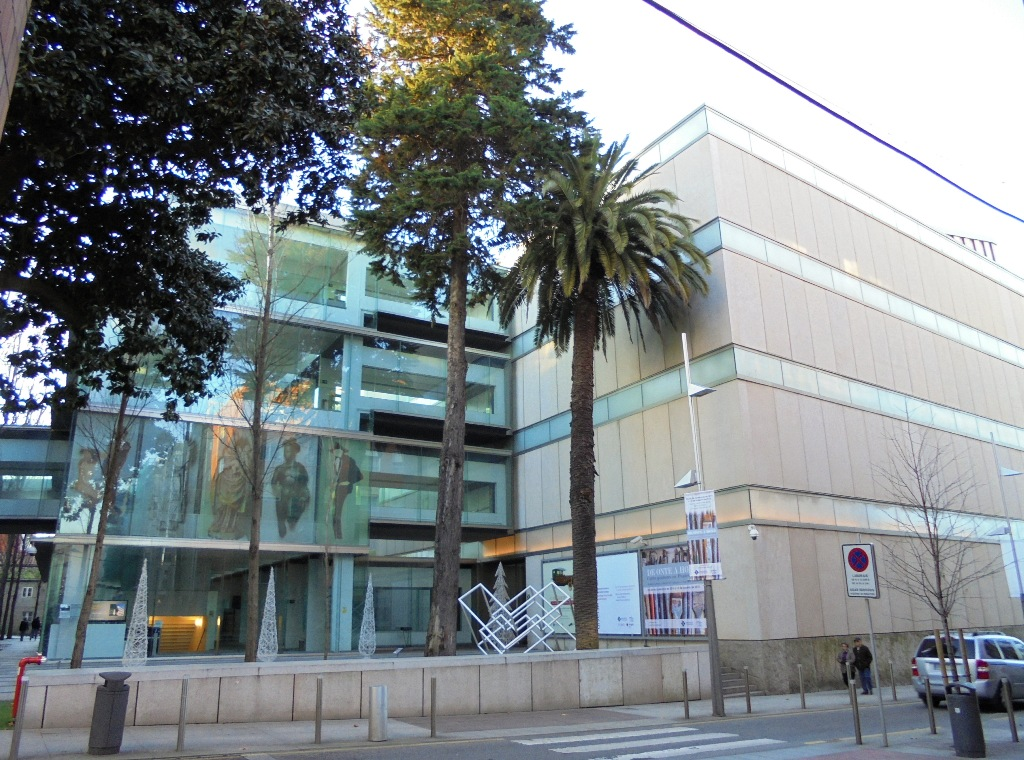
Fachada principal
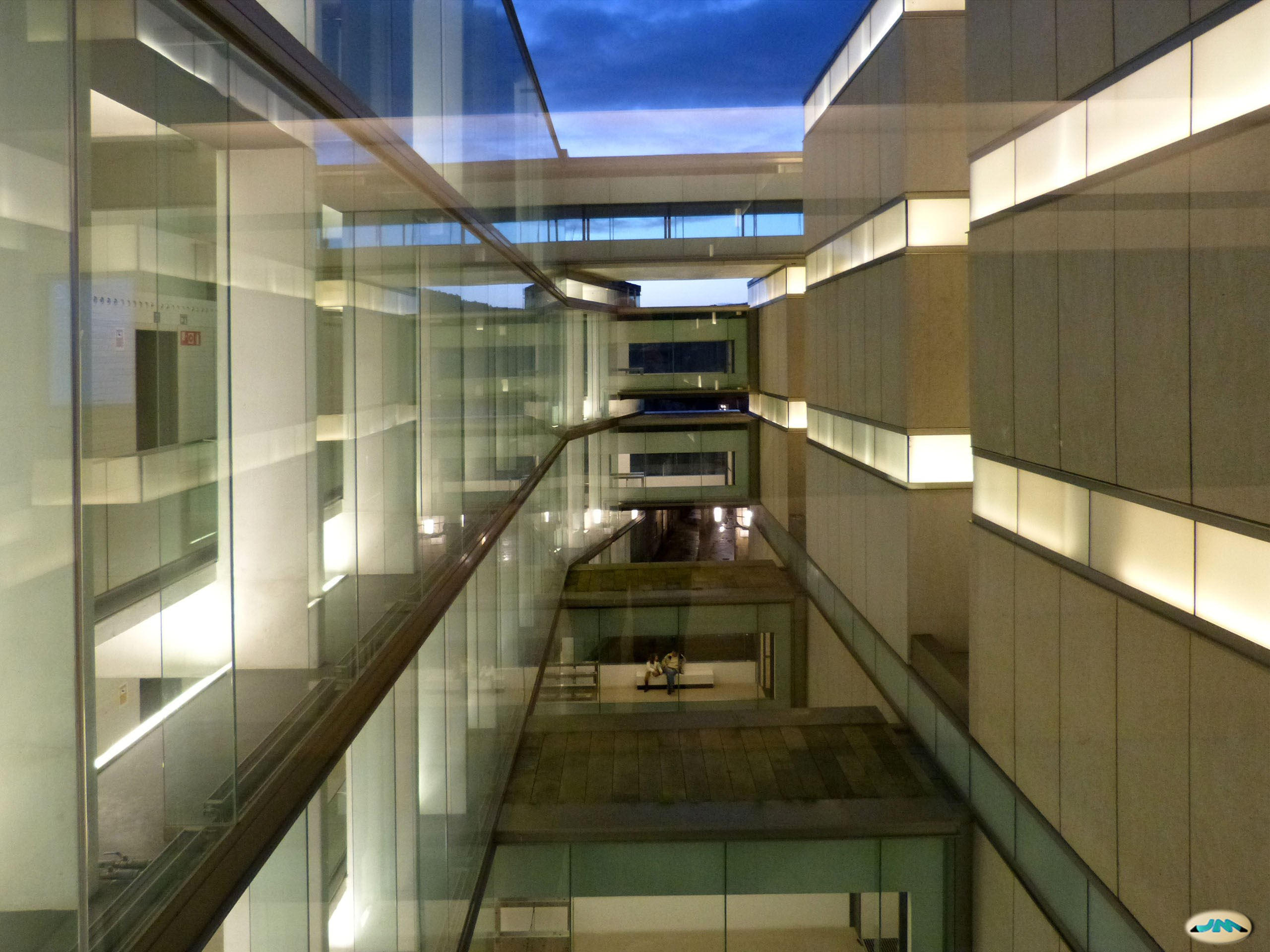
Pasarela interior acristalada
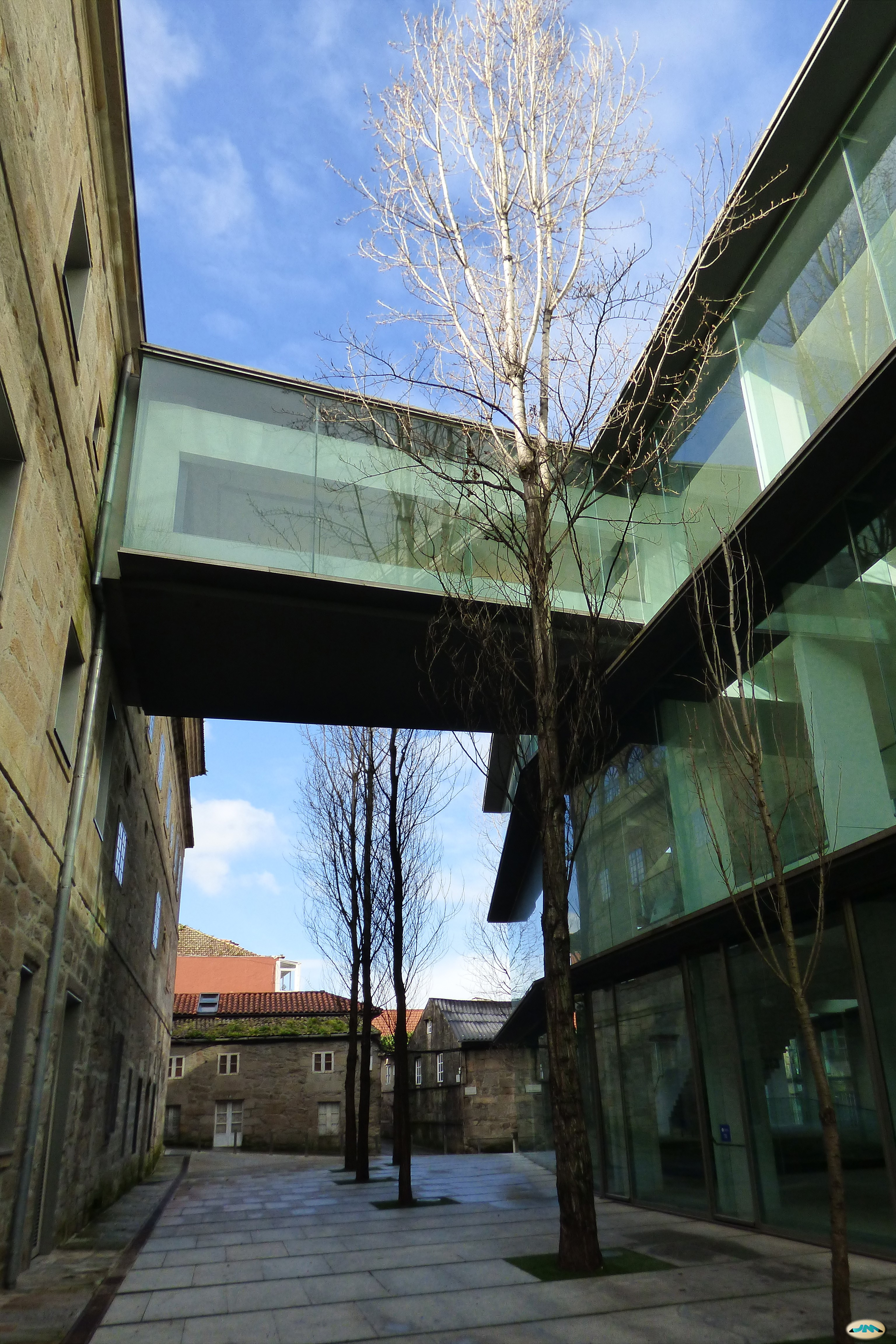
Calle peatonal
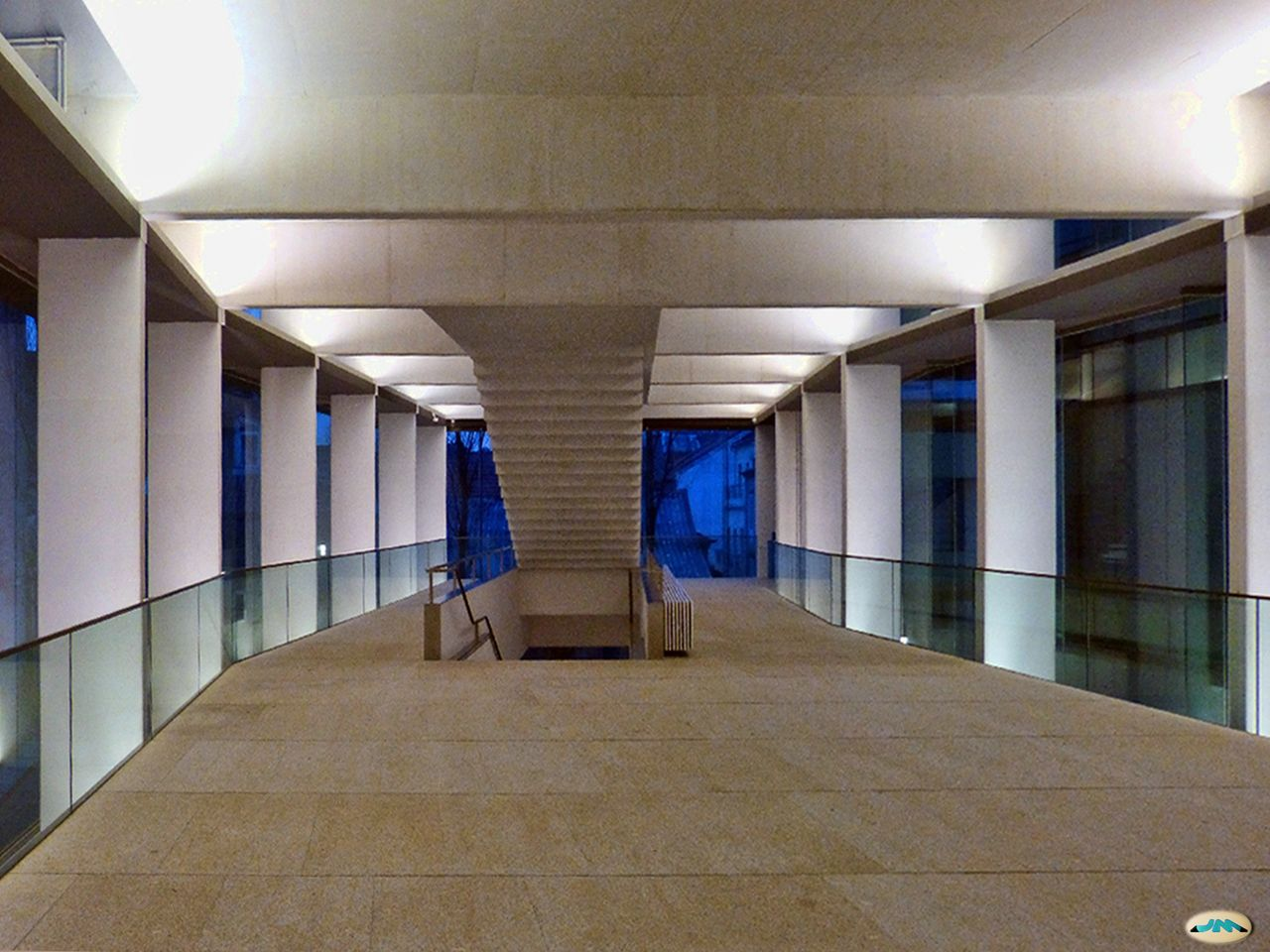
Segundo piso
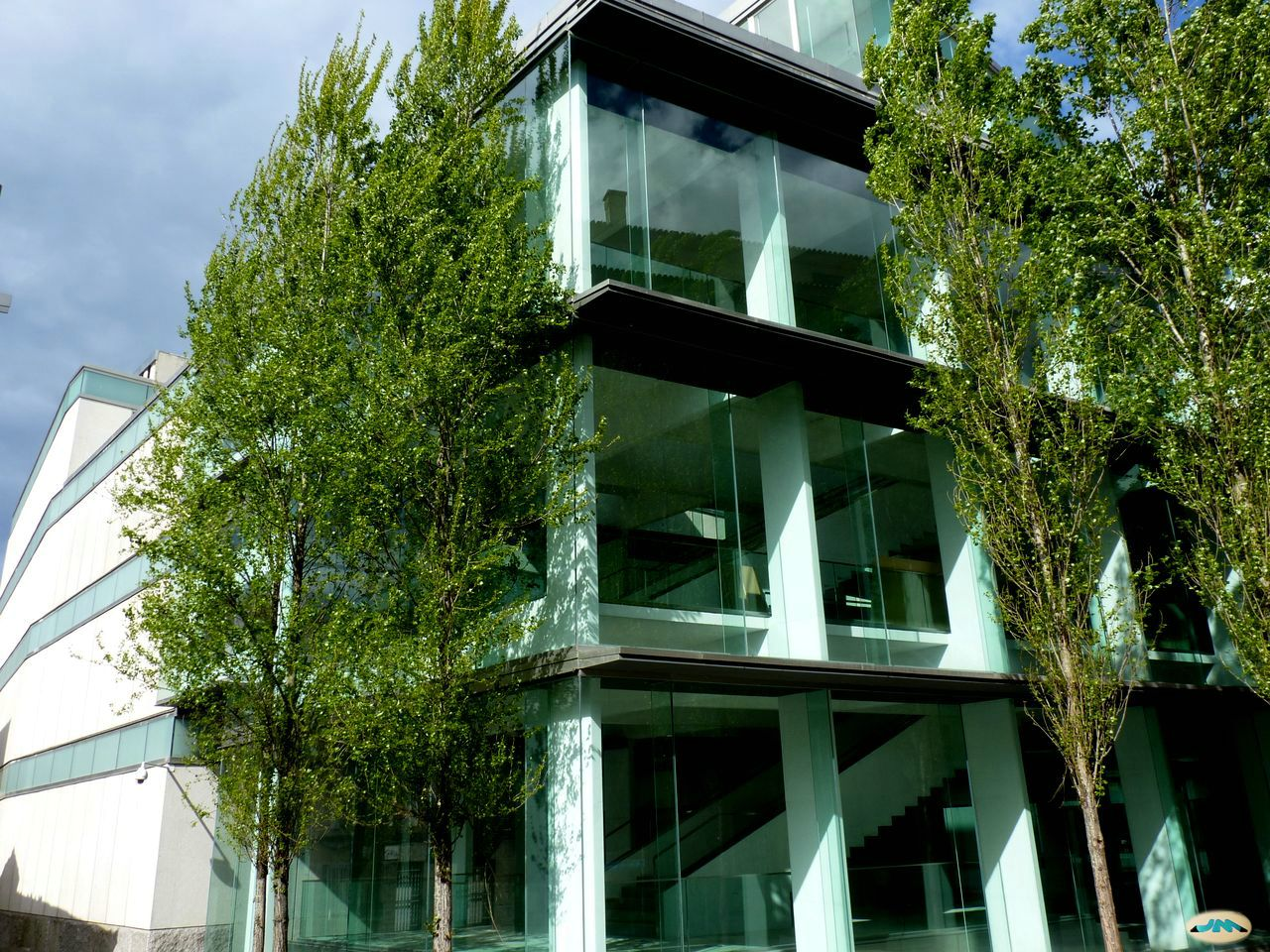
Edificio acristalado
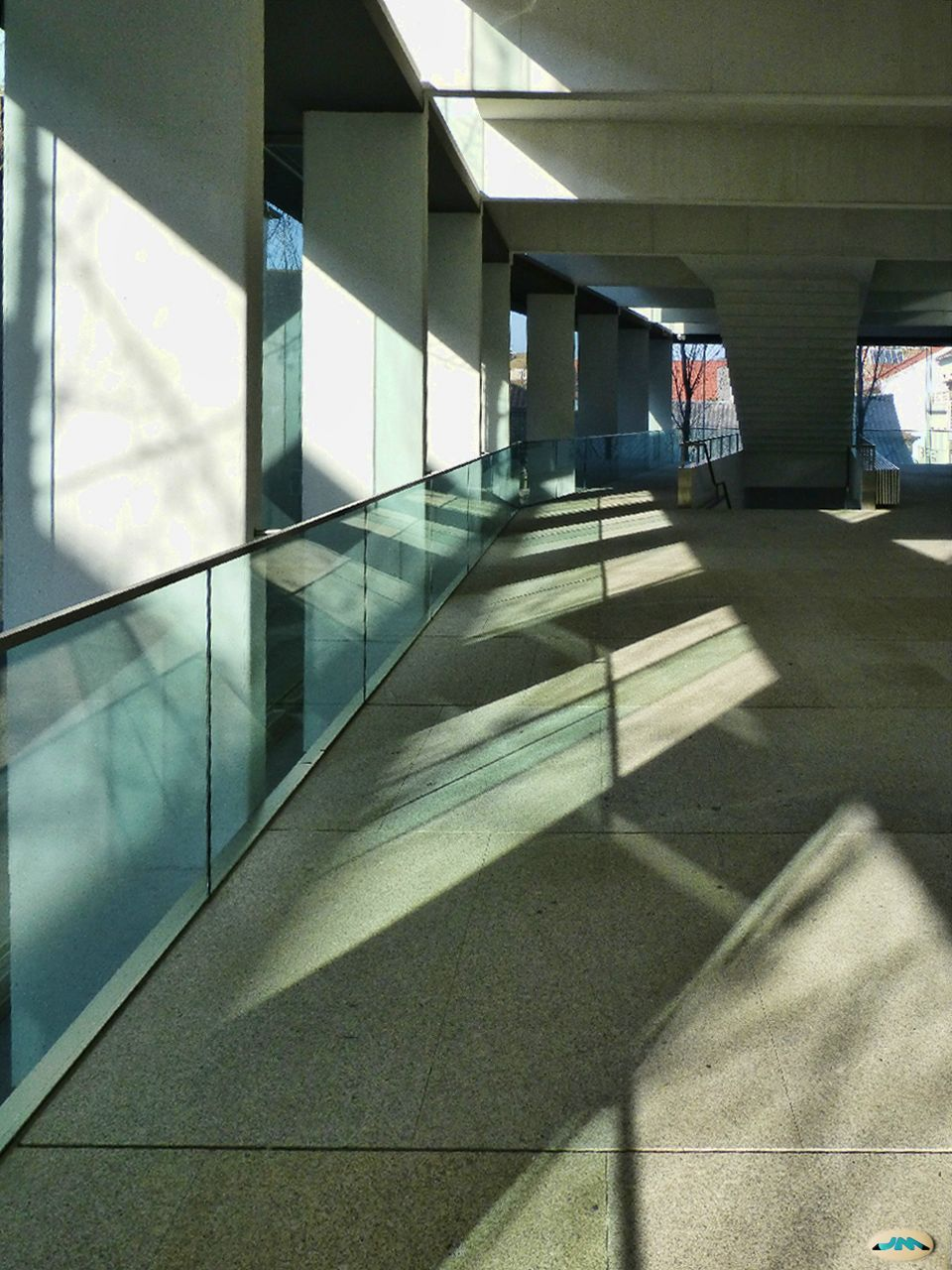
Segundo piso